# Нурма (Пестречинский район)
Нурма — деревня в Пестречинском районе Татарстана. Входит в состав Пимерского сельского поселения.

## География
Деревня ведёт свою историю приблизительно с 18 века. Находится в северо-западной части Татарстана на расстоянии приблизительно 10 км на восток по прямой от районного центра села Пестрецы у слияния рек Нурминка и Мёша.

## Население
Постоянных жителей было: в 2002—15, 24 в 2010.